# Parnassius tenedius
Parnassius tenedius är en fjärilsart som beskrevs av Eduard Friedrich Eversmann 1851. Parnassius tenedius ingår i släktet Parnassius och familjen riddarfjärilar. Inga underarter finns listade i Catalogue of Life.

## Bildgalleri

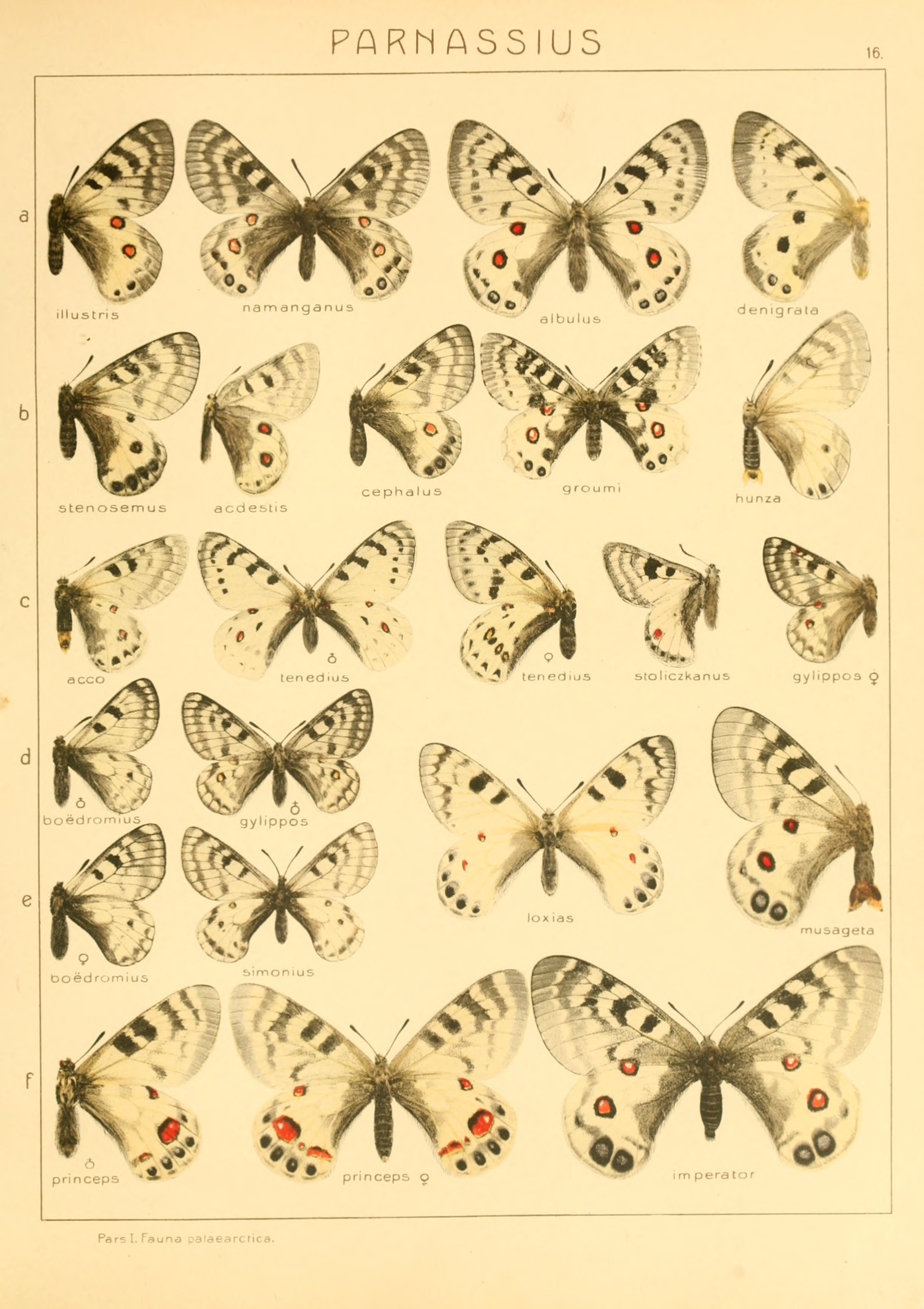